# 拉格朗日点 (游戏)
《拉格朗日点》是科樂美開發的電子角色扮演遊戲，並於1991年4月在红白机上發行，遊戲採用科幻的世界观。

## 玩法
遊戲中有人类、賽博格、机器人和三個种族。人类拥有平均的能力，还可以使用消费特定量HP的“绝招”技能。賽博格虽然整体的属性较高，但因为没有使用“绝招”的能力，所以以直接攻击为主。机器人因不拥有感情，而因为其对异常状态免疫，所以可以稳定地战斗，但其只能佩戴机器人专用设备作为饰品使用；机器人的武器从最初开始就内藏在其身体里面，通过使用“机器人零件（ロボパーツ）”便可以使武器进化。
即使战斗取得胜利，在那个时候也不会立即获得金钱。来到各个街区的“终端”处，系统会根据打倒敌人的种类和数量，来支付奖金。

## 游戏设定

### 世界观
主要舞台是Land1、Land2这两个都是圆筒形的太空殖民地。殖民地的外侧空荡荡的，什么也没有。但是，内侧却有地球样的地形。在内壁里向上看，在天空的另一侧，可以看到圆筒对面侧的地形。此外，因为是圆筒型的大地，所以地图的南北（上下方向）是循环的。在大地，既殖民地的内壁和外壁之间的部分，是被称作“壁间构造区”的空间，在这里，利用各种通路，构成了地下城。外壁以外是宇宙空间，身着航天服，还有氧气气瓶的话，沿着外壁进行移动也是可能的。Land1负责商业，而Land2负责农业。此外，小行星基地负责工业。

### 剧情
22世纪，随着地球轨道开发计划的施行，在拉格朗日点建造了卫星基地Land1、Land2这样巨大的宇宙殖民地，其居民由地球移民而来。这两个基地殖民地和周边的资源获取用小行星群“灶神星”被称作育神星星团，数十年来这里一直持续着繁荣。
然而，因为Land2内发生了突然的生物性危害，其住民多数牺牲，而Land2也到了毁灭性的状态，指挥生物研究的舒特鲁特（シュトルテ）博士也失踪了。而同时，包括育神星星团的最高领导者“President 5”在内，奥雷吉（オレギ）、雷德斯玛（レデスマ）、韦伯（ウェーバー）3人发动政变，将同僚多哥（トーゴ）流放，并幽禁了塔尼亚（タニア）议长。3人以生化机器人（Bio-noid）3将军 的名义，组成了生物军。其背后是被称作生物凯撒（バイオカイザー）的存在，将入侵Land1作为目的。
一人逃出来的多哥，呼吁幸存下来的人彻底抗战，并结成了抵抗运动。发现这事态严重的地球侧，多次派遣调查队到Land1。之后，第1批调查队着陆后音讯全无。这之后，赛伯格不对派出第2次调查队，之后，又派出了主人公所在的第3次调查队。这第三次调查队的宇宙船抵达L1时，在宇宙船被机械兵军团所袭击……

## 開發
作为杂志《Family Computer Magazine》（以下简称FCM）的第100号記念企划，杂志社开始了与科樂美合作，提携读者参予制作的“艺梦工房”企划。由于这个企划，一般公开招募了游戏的敌人角色、故事、BGM、标题标志等。在这之中，ダンボウ・メタルコング设计的游戏标题、敌人角色；マリンセンサー・カマンチュラ等人编撰的敌人名字；几首BGM（被列举在原声CD上）、居名的信息（也显示了被采用者的名字）等在实际的游戏中被采用了。评选过程中，安斋肇和古川本合参与了审查。BGM部分，之后成为游戏音乐作曲家的滨涡正志入选了。
在音乐方面，ROM卡带内引入了专用音源芯片“VRC7”，实现了FC游戏中FM音源的实装。。作曲是由科乐美矩形波俱乐部的鈴木和藤尾担当，Rebecca的高桥教之、土橋安騎夫和新人時代的畑亞貴等人也参加了作曲（负责ED）。人物設計由漫画家細野不二彦负责。
此外，FCM杂志上也进行了漫画化，当时，由細野不二彦和他的助手两人执笔。1991年从8月刊开始连载了4回，但未进行单行本化，而德间书店出版的拉格朗日点完全攻略本内仅收录了第1话。